# Evolució dirigida
L'evolució dirigida és un mètode utilitzat en l'enginyeria de proteïnes per aprofitar el poder de la selecció natural i obtenir proteïnes o ARN amb les propietats desitjades que no es troben a la natura.
Un experiment típic d'evolució dirigida implica tres passos:
1. Diversificació: El gen que codifica la proteïna d'interès és mutat i/o recombinat a l'atzar per a crear una gran biblioteca de gens variants. Les tècniques usades generalment en aquest pas són les de multiplicació per la Reacció en cadena de la polimerasa (PCR en anglès) amb propensió a errors i barrejat d'ADN (DNA shuffling en anglès).
2. Selecció: La biblioteca de mutants és analitzada per trobar la presència de gens que posseeixen la propietat desitjada usant mètodes de cribatge o selecció.
3. Amplificació: Els gens variants identificats en la selecció o cribatge es repliquen multitud de vegades per a poder sequenciar el seu ADN. La sequencia resultant servirà per analitzar i entendre les mutacions que han tingut lloc.

Junts, aquests 3 passos són considerats una volta de l'evolució dirigida. La majoria d'experiments realitzaran més d'una volta. En aquests experiments, els "guanyadors" de la volta anterior són diversificats en la següent volta per a crear una nova biblioteca. Al final de l'experiment, totes les noves proteïnes o els ARN mutats seran caracteritzats mitjançant mètodes bioquímics.
La possibilitat d'èxit en un experiment d'evolució dirigida està directament relacionat amb la mida total de la biblioteca, ja que analitzant més mutants s'augmenta la probabilitat de trobar-ne un amb les propietats desitjades. Realitzar múltiples voltes d'evolució és útil no només perquè una nova biblioteca de mutants es crea en cada volta, sinó també perquè cada volta utilitza mutants millors com a plantilla de la següent volta.
L'evolució dirigida pot ser realitzada en cèl·lules vives (evolució "in vivo") o en tubs d'assaig (evolució "in vitro"). L'evolució amb cèl·lules vives té l'avantatge que se seleccionen propietats basades en un entorn cel·lular, que és útil quan la proteïna o ARN resultants ha de ser usada en organismes vius. L'evolució "in vitro", en canvi, és més versàtil en els tipus de seleccions que es poden realitzar. A més, els experiments realitzats "in vitro" poden generar biblioteques més àmplies, ja que l'ADN no ha de ser introduït dins de les cèl·lules, actualment un dels passos limitants de la tècnica "in vivo".
L'avantatge del plantejament de l'evolució dirigida és que el científic que fa la recerca no necessita entendre el mecanisme de l'activitat que es desitja per poder-la millorar. Un mètode alternatiu és la mutagènesi dirigida a la ubicació que es basa en dades de cristal·lografia de raigs-X.
La majoria dels projectes amb plantejament d'evolució dirigida busquen evolucionar les propietats que són útils als humans en termes d'agricultura, medicina o industrialització. És, doncs, possible, d'usar aquest mètode per a optimitzar les propietats que no van ser seleccionades per l'organisme original. Algunes d'aquestes propietats podrien ser especificitat, termoestabilitat i moltes d'altres.